# Насір бін Муршид
Насір бін Муршид (араб. ناصر بن مرشد; нар. 1595 — 14 квітня 1649) — імам Оману у 1624—1649 роках.

## Життєпис
Походив з бедуїнського клану аль-Яруб, гілка великого клану Набхані , що розколовся у X ст. Син шейха Муршида ібн Султана та представниці роду Яаребі. Народився 1595 року в місті Каср. 1624 року після смерті імама Абдулли бін Мухаммеда й мулука Умара бін Хім'яра з династії Набхані почалася боротьба між кланами за посаду імама. Найпотужнішими претендентами стали Насір бін Муршид і його вуйко Малік бін Абул Арар аль-Яаребі. Зрештою на зборах шейхів в містечку Ер-Рустак обрано Насіра.
Спочатку спрямував зусилля на підкоренні кланів, що були напівнезалежними, насамперед Яаребі. У нього імам відвоював 1624 року місто Ер-Рустак, а 1625 року — форт Нахаль. За цим домігся підпорядкування Нізви й Ізкі. Переніс свою столиці до Нізви. За цим переміг нізарські племена в області Захіра, після чого підкорив оазу Буреймі. У 1630-х роках вимушений був протистояти клану бен-хілал.
Наступним кроком стало відвоювання форту Батині у португальців. За цим Насіру вдалося захопити фортеці Кураят, Сур і Джалян. У 1633 році спробував захопити Маскат, але невдало. Незважаючи на це за цим захопив Джульфар.
У 1643 році оманський імам відвоював в португальців Сухар. У 1645 році Насір ібн Муршид запропонував Англійської Ост-Індійської компанії розмістити в Сухарі свою штаб-квартиру. 1646 року було підписано відповідну угоду. За цим вступив в союз з Голландською Ост-Індською компанією, намагаючись блокувати португальські торгівельні шляхи.
За цим головною метою стало відвоювання Маскату. 1645 року спроба Насіра зайняти її виявилася невдалою. У 1649 році він, скориставшись тим, що почався період літніх мусонів і допомогу з Гоа не могла прийти, почав другу облогу Маскату, під час якої помер. Влада перейшла до стриєчного брата Султана бін Саїфа I.